# 马鞍山羊场
马鞍山羊场是中国内蒙古自治区赤峰市喀喇沁旗下辖的一个类似乡级单位。

## 行政区划
马鞍山羊场共辖以下地区：
虚拟村。